# Lill-Båtsjön
Lill-Båtsjön är en sjö i Robertsfors kommun i Västerbotten och ingår i Kålabodaåns huvudavrinningsområde.